# Hustruer
Hustruer és una pel·lícula de comèdia dramàtica noruega del 1975 escrita i dirigida per Anja Breien. Fou protagonitzada per Anne Marie Ottersen, Katja Medbøe i Frøydis Armand.

## Sinopsi
Mie, Kaja i Heidrun són tres dones de trenta anys que es reuneixen durant una festa d'antics alumnes, 15 anys després de deixar l'escola primària. Han passat deu anys des que es van veure. Entre cançons nostàlgiques i algunes ampolles de vi, tres bones amigues es retroben: Kaja, que a l'anuari va publicar el vers "Què és el corrent sense aigua, què és Kaja sense home?" - està molt embarassada i feliç de ser l'esposa d'un advocat. La creadora de jocs Mie ha tingut tres fills i un home infidel a Flekkefjord, i Heidrun treballa en una fàbrica de xocolata i lluita entre els seus propis desitjos i les demandes de la societat per a una dona casada. Després de la festa, les tres amigues acaben en una gresca als carrers d'Oslo i tornen a avaluar les vides que més o menys conscientment s'han creat.
Què passaria si les noies comencessin a comportar-se com a homes? Què passa si simplement esdevenia habitual que les noies anessin a la ciutat a buscar homes?

## Producció
Temàticament, la pel·lícula tracta sobre l'alliberament de les dones i el lloc de les dones en la família i la societat noruega dels anys setanta. La història de la pel·lícula es transmet en un llenguatge quotidià i fàcil d'entendre i amb poc simbolisme.
La pel·lícules es pot descriure com una comèdia de drama polític femení i fou aclamada tant per la crítica com pel públic a Noruega quan fou estrenada. Es va convertir en una sensació al festival de cinema noruec a Hamar el 1975. Des de llavors ha estat considerada una de les pel·lícules noruegues més populars i duradores de la història.
Aquesta pel·lícula i Arver són considerades les pel·lícules més reeixides i conegudes d'Anja Breien. Hustruer va ser una de les contribucions artístiques més importants al debat feminista a Noruega als anys 70, i segons Dagbladet una de les més analitzades de la història del cinema noruec.

## Repartiment
- Anne Marie Ottersen... Mie Jacobsen
- Katja Medbøe... Kaja Qvist
- Frøydis Armand... Heidrun Iverson
- Helge Jordal... fotògraf
- Stein C. Thue... fotògraf
- Alf Nordvang... Cap de personal
- Sverre Anker Ousdal... Mies mann
- Nøste Schwab... Mare de Kaja
- Julian Strøm... Foraster
- Gunnar Alme... foraster
- Grete Nordrå... Foraster
- Petter Vennerød... Un home al costat d'un aparador

## Crítica
Tant els crítics d'Arbeiderbladet com els de Dagbladet van expressar el seu entusiasme per la pel·lícula quan va sortir. Bjørn Granum, d'Arbeiderbladet, va escriure, entre altres coses, "La història simple s'explica amb un excedent i una calidesa feminista bastant desarmant" i "La frescor i la calidesa de les dones impressionen. La interacció entre els tres personatges principals té qualitats que gairebé no s'han vist abans». Arvid Andersen, de Dagbladet, també es va mostrar entusiasta i va escriure el següent: "Aquesta història cinematogràfica, espontàniament, genuïna i inspirada, es desenvolupa sobre tres amigues que es retroben en una festa d'aniversari".

## Premis
Va rebre el Premi del Jurat Ecumènic al Festival Internacional de Cinema de Locarno el 1975.